# Batalla de Fýrisvellir
La batalla de Fýrisvellir fue una batalla por el trono de Suecia que tuvo lugar en la década de 980 d. C. en la planicie de Fýrisvellir, actualmente una zona de la ciudad de Upsala (llamada Kungsängen, Prado del Rey), entre Erico el Victorioso y su sobrino Styrbjörn el Fuerte. El conflicto aparece en numerosas fuentes medievales, como la saga Eyrbyggja, saga Knýtlinga, saga Hervarar y la Gesta Danorum de Saxo Grammaticus (libro 10), pero la más detallada descripción de la batalla se encuentra en Styrbjarnar þáttr Svíakappa.

## Preludio
Styrbjörn se autoerigió caudillo de los jomsvikingr pero deseaba acumular más poder para tomar la corona de Suecia que el thing sueco le había denegado a la muerte de su padre, quien fue envenenado y que él sospechó siempre de su tío Erico.
El método de Styrbjörn fue devastar a lo largo y ancho del nuevo reino creado recientemente en Dinamarca hasta que su rey Harald Blåtand pidió entrar en conversaciones. Harald dio a Styrbjörn su hija Tyra como esposa y Styrbjörn se marchó, pero regresó a Dinamarca con mil drakkars obligando a los daneses a darle 200 naves y quienquiera entre ellos que pudiera incorporarse en la flota, incluso el propio rey. Así es como partió hacia Suecia con su armada de drakkars.

## Batalla
Cuando Erico el Victorioso supo que la armada había entrado en Mälaren, convocó y reclutó un leidang en Gamla Uppsala. Þorgnýr el Lögsögumaður, amigo de Erico, le aconsejó bloquear su avance camino a Upsala frenando la flota con estacas. Cuando los barcos de Styrbjörn llegaron y vieron que era imposible seguir navegando en esas condiciones, Styrbjörn juró que no abandonaría nunca Suecia, o ganar o morir. Para motivar a sus hombres para luchar a muerte, preparó los barcos para el fuego. El rey danés Harald, no obstante, no quiso tomar parte y abandonó la escena con sus barcos.
Styrbjörn se tragó su orgullo por esa traición y marchó hacia Upsala con los 'jomsvikingr. Cuando los suecos quisieron parar su avance en el bosque, Styrbjörn amenazó con quemar el bosque entero, lo que convenció a los suecos para dejarle cruzar el bosque sin daño. Þorgnýr le dijo a Erico de juntar el ganado y atarlos con lanzas y espadas. Cuando el enemigó se acercó a Fýrisvellir, los esclavos empujaron a la manada contra los jomsvikingr, lo que causó estragos en sus filas. No obstante, Styrbjörn era un excelente jefe guerrero y corrigió el desconcierto inicial entre sus filas. La lucha duró todo el día y al llegar la noche ambas fuerzas se encontraban en tablas. El día siguiente se inició y acabó también en tablas, pese a la llegada de refuerzos a favor del rey Erico.
A la noche del segundo día, Styrbjörn sacrificó al dios Thor, pero el dios de la barba roja se mostró enojado y pronosticó una derrota. Erico, por su parte, fue al Templo de Upsala y sacrificó a Odín, prometiendo su propia muerte y sacrificio en 10 años si vencía. Un hombre alto provisto con una capa azul y sombrero de ala ancha se presentó a Erico: era el dios Odín quien le dio una caña y le dijo de lanzarla a los jomsvikingr mientras debía citar:
Ofrezco todos vosotros a Odín
Al tercer día, Erico obedeció las órdenes de Odín y lanzó una oleada de flechas sobre los jomsvikingos, un mortal saludo al enemigo que los hombres llamaron las flechas de Odín. Cuando Styrbjörn entendió que todo se había acabado, gritó a sus guerreros de permanecer en sus posiciones y seguir luchando, tirando su estandarte al suelo y lanzando a sus mejores guerreros contra las tropas suecas. Pocos hombres escaparon aquel día.

## Secuelas
Tras la victoria, el rey Erico mandó construir montículos en Gamla Uppsala y prometió una gran premio a quien pudiera componer un poema sobre tal victoria. Entre sus filas se encontraba el escaldo islandés Þórvaldr Hjaltason, quien inmediatamente compuso un poema, por el cual recibió como recompensa un brazalete de oro. A partir del triunfo en la batalla, el rey Erico fue conocido como «el Victorioso».

## Piedras rúnicas

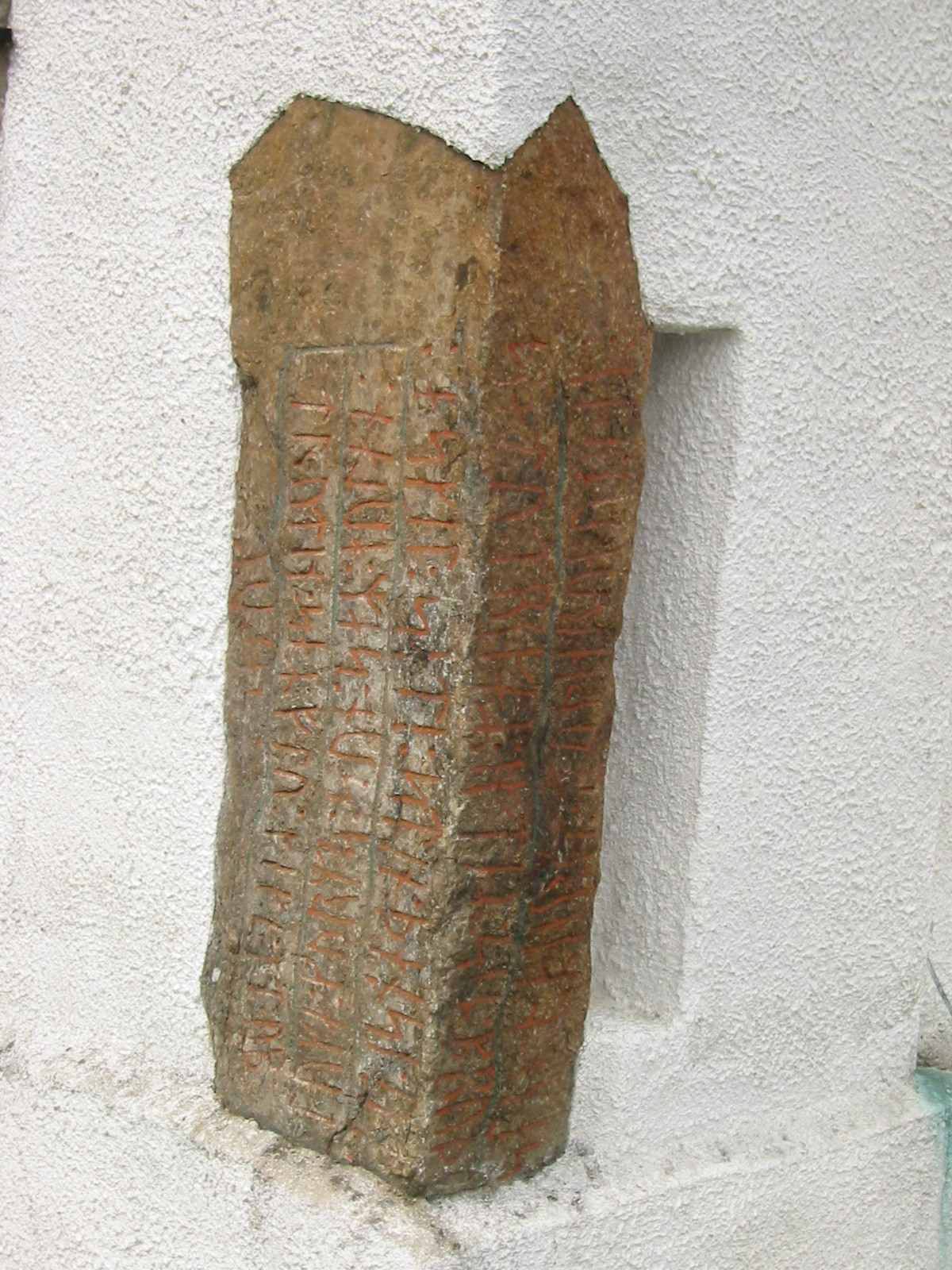
Piedra rúnica DR 295.

Las piedrass se cuentan entre los principales documentos históricos sobre los hechos acaecidos durante la era vikinga en Escandinavia. Las siguientes piedras mencionan a gente que pudieron morir en aquella batalla. A resaltar la primera piedra donde se menciona a un caudillo guerrero llamado Tóki Gormsson que bien puedo ser el hijo del rey danés Gorm el Viejo, una interpretación que encaja con el hecho de que Styrbjörn se alió con otro hijo de Gorm, Harald Blåtand.
- La piedra de Hällestad DR 295 en Skåne cita:

Áskell situó esta piedra en memoria del hijo de Tóki Gormr, un fiel señor para él. Él no se libró de Upsala. Los hombres valientes colocaron la piedra en la colina en la memoria de su hermano, con runas. Ellos eran los más cercanos Tóki de Gormr.
- La piedra rúnica de Sjörup, también en Skåne, dice:

Saxi colocó esta piedra en memoria de Ásbjôrn, hijo de Tófi's/Tóki's, su socio. 'Él no escapó de Upsala, pero mató tanto como pudo mientras sostuvo un arma.
- La piedra rúnica de Högby Ög 81, dice:

El buen hombre libre Gulli tuvo cinco hijos. El valiente campeón Asmund cayó sobre el Föri.
- La piedra rúnica de Karlevi, en la isla de Öland cerca de la orilla, posiblemente erigida por guerreros daneses en recuerdo de su jefe en su regreso de Upsala.[2]